# Morelos Fútbol Club
El Morelos Fútbol Club es un equipo de fútbol de la ciudad de Xochitepec, Morelos que participaba en la Liga de Balompié Mexicano en la máxima categoría.

## Historia
El equipo nace 29 de julio de 2020 como la décima novena franquicia fundadora de la nueva Liga de Balompié Mexicano. El equipo disputó su primer partido oficial el 14 de octubre de 2020, en el juego inaugural de la Liga de Balompié Mexicano, los Chinelos fueron derrotados por el San José Fútbol Club con un marcador de 1-0.
La franquicia no participó en el torneo 2021, pero la directiva esta en platicas para probablemente regresar en el 2022.

## Estadio
El Estadio Mariano Matamoros es un estadio de fútbol que se ubica en la ciudad de Xochitepec, Morelos. El Estadio Mariano Matamoros cuenta con la capacidad de 16 000 espectadores, lo que lo convierte en el segundo estadio más grande del Estado de Morelos después del Estadio Agustín Coruco Díaz.

## Indumentaria
La indumentaria se presentó oficialmente el 24 de septiembre de 2020 en un evento para dar a conocer los uniformes de los equipos participantes en la Liga de Balompié Mexicano. El uniforme local es una camiseta a rayas blancas y doradas, con un pantalón dorado y las medias también doradas. Mientras que la equipación visitante es totalmente blanca con algunos detalles dorados en la camiseta.